# Катастрофа Boeing 737 у Ростові-на-Дону
Катастрофа Boeing 737 у Ростові-на-Дону — катастрофа пасажирського літака Boeing 737-800, що здійснював регулярний пасажирський рейс із міжнародного аеропорту Дубай у Ростов-на-Дону. 19 березня 2016 року лайнер розбився після заходу на друге коло під час другої спроби здійснити посадку за несприятливих погодних умов. Усі 55 пасажирів і 7 членів екіпажу загинули.

## Хронологія подій
Рейс FZ-981 мав вилетіти з аеропорту Дубай о 21:45 за місцевим часом (UTC+4) і прибути в Ростов-на-Дону о 01:20 за місцевим часом (UTC+3). Літак покинув Дубай о 22:20 (UTC+4).
Перша спроба посадки в Ростові-на-Дону виявилася невдалою, і літак провів у зоні очікування більше години. Друга спроба посадки також виявилася невдалою, і пілоти знову відмовилися від спроби посадити літак. Приблизно за 6 км до злітно-посадкової смуги (ЗПС), коли літак знаходився на висоті 1500 футів, пілоти повідомили диспетчеру про повторний захід на друге коло і літак почав набирати висоту. Після досягнення висоти 4050 футів (1200 метрів), літак почав різко знижуватися з вертикальною швидкістю до 21 000 футів/хв, за даними flightradar24.
Літак розбився в 250 метрах ліворуч від злітно-посадкової смуги. О 3:42 (UTC+3) від диспетчера аеропорту в оперативну чергову зміну ЦУКС МНС Росії по Ростовській області надійшла інформація про катастрофу.
За першими повідомленнями МНС, літак зачепив ЗПС або крилом, або хвостом, проте ці дані не підтверджуються даними flightradar24 і відеороликом з камери спостереження, на якому відображено падіння літака. Незабаром після катастрофи було опубліковано аудіозапис переговорів авіадиспетчерів з рейсом 981. Безпосередньо перед катастрофою диспетчер повідомив пілотам поточні погодні умови: вітер 12 м/с з поривами до 19 м/с, видимість — 3500 метрів. Після повідомлення пілота про те, що він знову йде на друге коло («Going around, Skydubai 981»), диспетчер згідно стандартної процедури передав іншому диспетчеру («Skydubai 981, contact Rostov Radar on 121.2»). Пілот підтвердив перемикання на іншу радіочастоту («121.2, bye-bye»). На опублікованому в Інтернеті аматорському аудіозаписі переговорів це остання фраза, передана в ефір пілотом рейса 981.
Приблизно за дві години до катастрофи рейс авіакомпанії «Аерофлот» виконав три аналогічні спроби заходу на посадку в Ростові-на-Дону, після чого через сильний вітер командир вирішив приземлитися в аеропорту Краснодара. Трохи раніше два рейси інших авіакомпаній успішно здійснили посадки в Ростові..

## Загиблі
За даними авіакомпанії, серед 55 пасажирів були 44 росіянина, 8 українців, 2 громадянина Індії та один громадянин Узбекистану. Загинуло 33 жінки, 18 чоловіків і 4 дітей. Наймолодший пасажир — хлопчик 5 років з українського Свердловська (нині Довжанськ).
| Громадянство пасажирів на борту лайнера | Громадянство пасажирів на борту лайнера |
| Громадянство                            | Кіль-ть                                 |
| --------------------------------------- | --------------------------------------- |
| Росія                                   | 44                                      |
| Україна                                 | 8                                       |
| Індія                                   | 2                                       |
| Узбекистан                              | 1                                       |
| Загалом                                 | 55                                      |

Список загиблих громадян України оприлюднив Департамент консульської служби МЗС України на сторінці у Фейсбуці:
- Ганна Андрєєва (1991 р. н.),
- Тетяна Кравченко (1984 р. н.),
- Ганна Сергєєва (1990 р. н.),
- Валентина Соміна (1948 р. н.),
- Володимир Федянін (1990 р. н.),
- Світлана Цегельська (1985 р. н.),
- Павло Цегельський (1975 р. н.),
- Данило Цегельський (2011 р. н.).

| Громадянство екіпажа | Громадянство екіпажа |
| Громадянство         | Кіль-ть              |
| -------------------- | -------------------- |
| Іспанія              | 2                    |
| Кіпр                 | 1                    |
| Киргизстан           | 1                    |
| Колумбія             | 1                    |
| Росія                | 1                    |
| Сейшельські Острови  | 1                    |
| Загалом              | 7                    |